# 츠네츠키 마토이
츠네츠키 마토이는 일본의 만화 및 애니메이션 《안녕, 절망선생》의 등장 인물이다. 이토시키 노조무를 사모하고, 뒤쫓고 있다. 이름은 "항상 뒤쫓다"라는 뜻을 가진 "常 付き纏い 츠네 츠키마토이[*]"를 변형시킨 것이다.

## 외관
- 첫 등장시에는 교복을 입었으나, 이토시키 노조무를 사모하게 된 이후부터는 기모노를 입고 등장하며, 예쁘장한 하카마가 특징.
  - 자신이 사귀는 남성 타입에 따라 성격과 취향, 복장이 바뀌는 소녀이다.
- 헤어스타일은 앞머리를 정리한 보브 컷. 염색 한적도 있다.
  - 헬멧머리, 바가지 머리라고 조롱당하기도 한다. 실제로 헬멧의 역할을 할 수도 있다.
- 키는 150cm 전후로 추정된다.
  - 이것은 확실한 수치가 아니며, 본편의 다른 등장인물과 크기가 설정된 사물에 비례해서 추산한 것.
  - 주로 부츠나 굽이있는 힐을 신기 때문에, 의외로 커보인다.
- 가슴크기는 보통보다 약간 작은 편.
- 눈은 위로 찢어진 눈. 눈썹은 가늘다.
- 왼손잡이이다. 양손잡이일 가능성도 제기되고 있다.

## 성격
- 사랑하는 사람을 위해 모든것을 희생할 수 있는 소녀이다.
- 스토커이다. 사랑하는 사람의 우편물을 체크하고, 늘 뒤쫓아 다닌다. 심지어는 집안이나 침대밑 욕실안에 있을 때도 있다.
- 하지만 사랑이 깊지는 않은 듯하다. 짧은 기간 동안 여러 사람들과 연애했으나, 모두 오래가진 못했다.
- 본편의 등장 인물이자 현재 츠네츠키 마토이가 사모하는 인물인 이토시키 노조무의 주변에 여자가 있는 것을 싫어한다. 특히 본편의 등장 인물 코모리 키리와 키츠 치리를 싫어한다.
  - 다른 등장 인물과 달리, 질투심에 츠네츠키 마토이가 이토시키 노조무를 해코지하는 일은 거의 없다.

## 특징
일본 도쿄 코이시카와 구에 소재한 고등학교의 2학년 헤(4)반에 재학 중이다. 출석번호는 25번. 성적은 낮았으나(자리에 앉지 않아 컨닝으로 감점되었다는 설이 있다.) 최근들어 올랐다. 이토시키 노조무를 너무 좋아해 늘 쫓아다닌다. 이토시키 노조무를 좋아하는 다른 등장인물과 대립이 심하다. 하지만 이토시키 노조무에게 험한 짓을 하지는 않고 그저 바라보기만하는 외골수적인 면이있다.

## 가정
코이시카와 구내에 소재한 2층 주택에 살고 있었다. 현 주소는 "이토시키 노조무의 뒤"

다른 가족은 어머니외에는 등장 하지 않았다.
- 기묘하게도 츠네츠키 마토이의 어머니는 딸의 스토커적 행위와 외골수적인 사랑에 대해 반대하는 듯한 언행은 보이지 않았다. (유전이라는 설도 있다.)

## 특기
고도의 목표 포착능력과, 경이로운 추적능력을 가지고 있다. 이토시키 노조무가 가는 곳이면 어디든지 따라가며, 심지어는 절벽위나 관 속, 바닷속에도 따라간다.

### 신체 능력
보통 여아라고 생각하기 힘든 신체 능력을 가지고 있다. 목표물을 놓친 적이 한번도 거의 없으며, 이토시키 노조무를 해코지하거나 쫓는 여학생들에게 전봇대를 휘두르기도 한다.

### 기묘한 능력
암호 해독기인 에니그마를 손쉽게 다루고, 본인 또한 암호 해독능력이 상당한 것으로 나왔다. 휴대폰에 남자이름으로 저장된 여자를 구별 할 수 있으며, 잠수함의 스크류 소리를 듣고 무슨 기종인지 구분 가능한 능력도 있는 것 같다.

## 그 외
- 후반부로 갈수록 중립적이고 초월적인 캐릭터가 되어가며, 스토리텔러가 되어간다.
- 본편내의 필수요소로 정착해 이곳저곳에 잔뜩 숨어있다. 특히 이토시키 노조무의 주변에 있거나 이토시키 노조무를 보고 있다.
- 과거에 개인적인 이유로 한동안 채식을 한적이 있었는데, 그 때 엄청나게 감각이 날카로워졌다.